# Mecser Lajos
Mecser Lajos (Bükkaranyos, 1942. szeptember 23. –) 22-szeres magyar bajnok, Európa-bajnoki második hosszútávfutó atléta. Hét évesen Salgótarjánba költözött szüleivel. A versenyre történő felkészülésben Híres László atlétaedző segítette.

## Sportpályafutása
- 1957-ben a Salgótarjáni Bányász Torna Clubban (SBTC) kezdett atlétizálni.
- Az 1964. évi nyári olimpiai játékokon az 5000 méter síkfutás előfutamában kiesett – a harmadik előfutamban kilencedikként ért célba – (14:35,4).
- 1966. július 8-án, Londonban a 6 mérföldes síkfutásban új Európa-csúcsot állított fel (27:23,8);[3] a budapesti Európa-bajnokságon második lett 10000 méter síkfutásban (28:27,0) – 1 másodperccel lemaradva a győztes Jürgen Haase (28:26,0) mögött -, 5000 méter síkfutásban ötödik helyezést ért el (13:48,0).
- 1967. július 15-én, Londonban a 3 mérföldes síkfutásban új Európa-csúcsot állított fel (13:03,4);[4] a dortmundi fedett pályás Európa-bajnokságon 3000 méter síkfutásban harmadik lett (8:00,6).
- 1968. július 3-án Stockholmban 5000 méter síkfutásban új országos csúcsot állított fel (13:29,2)[5] – a csúcsot csak 2002. július 20-án Heusden-Zolderben sikerült megdöntenie Csillag Balázsnak (13:26,96).[6]
- Az 1968. évi nyári olimpiai játékokon a várakozások ellenére – dobogós helyezést reméltek tőle – csak 22. lett 10000 méter síkfutásban (30:54,8), a maratoni távot pedig feladta. Rossz versenyzésében a sikertelen akklimatizáció – Mexikóváros tengerszinttől számított több mint 2000 méter magas fekvése, ritka levegője – és edzőjének távolléte – Híres Lászlót nem engedték Mecserrel együtt kiutazni az olimpiára – is közrejátszott.
- 22-szeres magyar bajnok, 7 alkalommal állított fel új országos csúcsot.[7]

## Visszavonulása után
Versenyzői pályafutása befejeztével vattacukor árus, ruhatáros, vízóra-leolvasó; méhészkedéssel foglalkozik. Megírja A hajrá három pillanata (Miért – kiért fut a hosszútávfutó?) című könyvét. 1994-ben Jusztin Ferenccel, Szmolenszky Pállal, Tepkor Zoltánnal megalapította a Rákóczi-emlékfutást.

## Klubjai
Az Olimpiai Bajnokok Klubjának tagja.

## Elismerései
Salgótarján és Nógrád megye díszpolgára.

## Országos csúcsai
| Táv         | Idő     | Dátum               | Hely      |
| 3000 méter  | 7:51,2  | 1966. május 30.     | London    |
| 2 mérföld   | 8:32,0  | 1968. június 3.     | London    |
| 5000 méter  | 13:40,0 | 1965. augusztus 14. | London    |
| 5000 méter  | 13:36,6 | 1966. június 22.    | London    |
| 5000 méter  | 13:29,2 | 1968. július 3.     | Stockholm |
| 10000 méter | 28:31,2 | 1965. augusztus 21. | Oslo      |
| 10000 méter | 28:27,0 | 1966. augusztus 30. | Budapest  |